# Primera División Andaluza de Baloncesto 2012-13
La Primera División Andaluza de Baloncesto es un grupo que forma parte de la Primera División Nacional de Baloncesto. Es una competición a nivel español de baloncesto en la que este año partirá de tres grupos, cada uno formado por equipos relaciones por cercanía geográfica.

## Clubes participantes

### Información de los clubes
| Equipo                     | Ciudad                | Provincia    | Pabellón                                  | Colores Equipación  | Día de juego/Horario | Grupo   |
| -------------------------- | --------------------- | ------------ | ----------------------------------------- | ------------------- | -------------------- | ------- |
| CB Almería                 | Almería               | Almería      | Pabellón Moisés Ruiz                      | ROJA/BLANCA         | Domingo/12:30        | Grupo A |
| El Toyo Basket             | Almería               | Almería      | Pabellón El Toyo-Retamar                  | AZUL/BLANCA         | Sábado/19:30         | Grupo A |
| CDB Baza                   | Baza                  | Granada      | Pabellón municipal de Baza                | ROJA/NEGRA          | Sábado/18:30         | Grupo A |
| Fundación CB Granada       | Granada               | Granada      | Pabellón Veleta                           | ROJA/BLANCA         | Sábado/18:00         | Grupo A |
| CB Cazorla                 | Cazorla               | Jaén`        | Pabellón municipal de Cazorla             | NARANJA/AZUL        | Sábado/18:00         | Grupo A |
| ADABA                      | Almería               | Almería      | Complejo deportivo Distrito 6 Los Angeles | AZUL/BLANCA         | Sábado/19:00         | Grupo A |
| CDB Churriana              | Churriana de la Vega  | Granada      | Pabellón municipal Churriana              | NARANJA/BLANCA      | Domingo/11:45        | Grupo A |
| Baloncesto Murgi           | El Ejido              | Almería      | Pabellón municipal El Ejido               | VERDE/AZUL MARINO   | Sábado/19:00         | Grupo A |
| CB Linares                 | Linares               | Jaén         | Pabellón Julián Jiménez                   | AZUL CELESTE/BLANCO | Sábado/19:30         | Grupo A |
| CB Alhaurín de la Torre    | Alhaurín de la Torre  | Málaga       | Polideportivo Municipal                   | AZUL/AMARILLA       | Sábado/20:00         | Grupo B |
| CP Peñarroya               | Peñarroya-Pueblonuevo | Córdoba      | Polideportivo La Paz                      | GRANATE/BLANCA      | Sábado/18:30         | Grupo B |
| CB Coria                   | Coria del Río         | Sevilla      | Polideportivo Municipal                   | AMARILLA/AZUL       | Domingo/12:30        | Grupo B |
| Flehlight Team Anima Vitae | Sevilla               | Dos Hermanas | Pabellón Entretorres                      | VERDE/NEGRA         | Domingo/12:30        | Grupo B |
| Unicaja SD                 | Málaga                | Málaga       | Pabellón Los Guindos                      | VERDE/BLANCA        | Sábado/17:30         | Grupo B |
| Club Nerja Baloncesto      | Nerja                 | Málaga       | Pabellón cubierto Nerja                   | ROJA/BLANCA         | Sábado/18:00         | Grupo B |
| BBALL Córdoba              | Córdoba               | Córdoba      | Palacio de Deportes Vista Alegre          | VERDE/BLANCA        | Sábado/20:30         | Grupo B |
| CB Olivares                | Olivares              | Sevilla      | Pabellón municipal de Olivares            | AZUL/AMARILLA       | Sábado/18:00         | Grupo B |
| CB Vélez Málaga            | Vélez-Málaga          | Málaga       | Pabellón Vélez Málaga                     | BLANCA/AZUL         | Sábado/18:00         | Grupo B |
| PMD Aljaraque              | Aljaraque             | Huelva       | Pabellón municipal de deportes            | AMARILLA/AZUL       | Sábado/19:00         | Grupo C |
| AD Baloncesto Ayamonte     | Ayamonte              | Huelva       | VERDE/ROJO                                |                     | Sábado/17:30         | Grupo C |
| CD Huelva Baloncesto       | Huelva                | Huelva       | Palacio de Deportes de Huelva             | AZUL/BLANCA         | Sábado/19:00         | Grupo C |
| CB Ciudad de Dos Hermanas  | Dos Hermanas          | Sevilla      | Pabellón municipal Los Montecillos        | AZUL/ROJA           | Sábado/18:00         | Grupo C |
| CB Utrera                  | Utrera                | Sevilla      | Pabellón polideportivo municipal          | BLANCA/AZUL         | Sábado/19:30         | Grupo C |
| CP Palos                   | Palos de la Frontera  | Huelva       | Pabellón Plus Ultra                       | CELESTE/NEGRA       | Sábado/18:00         | Grupo C |
| AD Las Canteras            | Puerto Real           | Cádiz        | Pabellón municipal de deportes            | VERDE/BLANCA        | Sábado/19:00         | Grupo C |
| AD Pedro Gutierrez         | Alcalá de Guadaira    | Sevilla      | Pabellón Placio Fernández Viagas          | AZUL/BLANCA         | Sábado/19:00         | Grupo C |
| CDB Enrique Benítez        | Huelva                | Huelva       | Pabellón Andrés Estrada                   | NEGRA               | Sábado/18:00         | Grupo C |

## Competición

### Fase Regular

#### Grupo A
| Pos | Equipo               | PTO | PJ | PG | PP | PF   | PC   | DIF   |
| --- | -------------------- | --- | -- | -- | -- | ---- | ---- | ----- |
| 1   | CDB Baza             | 25  | 14 | 11 | 3  | 1056 | 869  | + 187 |
| 2   | Fundación CB Granada | 24  | 14 | 10 | 4  | 1029 | 884  | + 145 |
| 3   | ADABA                | 23  | 14 | 9  | 5  | 1028 | 983  | + 45  |
| 4   | CDB Churriana        | 22  | 14 | 8  | 6  | 953  | 939  | + 14  |
| 5   | CB Cazorla           | 21  | 14 | 7  | 7  | 964  | 1014 | - 50  |
| 6   | CB Almería           | 18  | 14 | 4  | 10 | 854  | 955  | -101  |
| 7   | El Toyo Basket       | 18  | 14 | 4  | 10 | 927  | 1006 | -79   |
| 8   | Baloncesto Murgi     | 17  | 14 | 3  | 11 | 829  | 990  | -161  |

#### Grupo B
| Pos | Equipo                  | PTO | PJ | PG | PP | PF   | PC   | DIF   |
| --- | ----------------------- | --- | -- | -- | -- | ---- | ---- | ----- |
| 1   | Unicaja SD              | 26  | 14 | 12 | 2  | 1135 | 970  | + 165 |
| 2   | BBALL Córdoba           | 24  | 14 | 10 | 4  | 1061 | 942  | + 119 |
| 3   | CB Alhaurín de la Torre | 23  | 14 | 9  | 5  | 1048 | 1048 | + 0   |
| 4   | Club Nerja Baloncesto   | 22  | 14 | 8  | 6  | 1096 | 1019 | + 77  |
| 5   | CB Vélez Málaga         | 20  | 14 | 6  | 8  | 959  | 1004 | - 45  |
| 6   | CB Olivares             | 19  | 14 | 5  | 9  | 914  | 973  | - 59  |
| 7   | CP Peñarroya            | 17  | 14 | 3  | 11 | 997  | 1103 | - 106 |
| 8   | Fleshlight Team         | 17  | 14 | 3  | 11 | 981  | 1132 | - 151 |

#### Grupo C
| Pos | Equipo                 | PTO | PJ | PG | PP | PF   | PC   | DIF   |
| --- | ---------------------- | --- | -- | -- | -- | ---- | ---- | ----- |
| 1   | CDB Enríque Benítez    | 28  | 16 | 12 | 4  | 1223 | 1016 | + 207 |
| 2   | CP Palos               | 28  | 16 | 12 | 4  | 1210 | 1024 | + 186 |
| 3   | AD Pedro Gutiérrez     | 28  | 16 | 12 | 4  | 1248 | 1060 | + 188 |
| 4   | AD las Canteras        | 26  | 16 | 10 | 6  | 1205 | 1094 | + 111 |
| 5   | PMD Aljaraque          | 25  | 16 | 9  | 7  | 1258 | 1150 | + 108 |
| 6   | CB Ciudad Dos Hermanas | 22  | 16 | 6  | 10 | 1123 | 1111 | + 13  |
| 7   | ADB Ayamonte           | 21  | 16 | 5  | 11 | 1117 | 1283 | - 166 |
| 8   | CB Utrera              | 21  | 16 | 5  | 11 | 1156 | 1253 | - 97  |
| 9   | CD Huelva Baloncesto   | 17  | 16 | 1  | 15 | 776  | 1325 | - 549 |

### Play-off por el título
|  | Cuartos de final     | Cuartos de final |            |                      | Semifinales  | Semifinales  |  |                      | Final         | Final         |  |
|  | Ida y vuelta         | Ida y vuelta     |            |                      | Ida y vuelta | Ida y vuelta |  |                      | Partido Único | Partido Único |  |
|  |                      |                  |            |                      |              |              |  |                      |               |               |  |
|  |                      |                  |            |                      |              |              |  |                      |               |               |  |
|  | ADABA                | 146              |            |                      |              |              |  |                      |               |               |  |
|  | ADABA                | 146              |            |                      |              |              |  |                      |               |               |  |
|  | Unicaja SD           | 166              |            |                      |              |              |  |                      |               |               |  |
|  | Unicaja SD           | 166              |            | BBALL Córdoba        | 133          |              |  |                      |               |               |  |
|  |                      |                  |            | BBALL Córdoba        | 133          |              |  |                      |               |               |  |
|  |                      |                  | Unicaja SD | 142                  |              |              |  |                      |               |               |  |
|  | BBALL Córdoba        | 124              | Unicaja SD | 142                  |              |              |  |                      |               |               |  |
|  | BBALL Córdoba        | 124              |            |                      |              |              |  |                      |               |               |  |
|  | CP Palos             | 118              |            |                      |              |              |  |                      |               |               |  |
|  | CP Palos             | 118              |            |                      |              |              |  | Fundación CB Granada | 75            |               |  |
|  |                      |                  |            |                      |              |              |  | Fundación CB Granada | 75            |               |  |
|  |                      |                  | Unicaja SD | 83                   |              |              |  |                      |               |               |  |
|  | AD Pedro Guitiérrez  | 149              | Unicaja SD | 83                   |              |              |  |                      |               |               |  |
|  | AD Pedro Guitiérrez  | 149              |            |                      |              |              |  |                      |               |               |  |
|  | CDB Baza             | 151              |            |                      |              |              |  |                      |               |               |  |
|  | CDB Baza             | 151              |            | Fundación CB Granada | 151          |              |  |                      |               |               |  |
|  |                      |                  |            | Fundación CB Granada | 151          |              |  |                      |               |               |  |
|  |                      |                  | CDB Baza   | 144                  |              |              |  |                      |               |               |  |
|  | Fundación CB Granada | 169              | CDB Baza   | 144                  |              |              |  |                      |               |               |  |
|  | Fundación CB Granada | 169              |            |                      |              |              |  |                      |               |               |  |
|  | CDB Enríque Benítez  | 164              |            |                      |              |              |  |                      |               |               |  |
|  | CDB Enríque Benítez  | 164              |            |                      |              |              |  |                      |               |               |  |
|  |                      |                  |            |                      |              |              |  |                      |               |               |  |

## Podio
|            |                      |          |
| Unicaja SD | Fundación CB Granada | CDB Baza |

## Plantilla del campeón
- Unicaja SD: Víctor Ruiz de Carranza, Morayoninuoluwa Chukwemeka Soluade, Rubén Gutiérrez Coronil, José Alberto Jiménez González, Enrique Cortes Zotes, Francisco Fernando Alonso Martínez, Alejandro Vergara Harboe, Domantas Sabonis, Samuel Montoro Jiménez, Rubén Guerrero Pino, Andrés Aguado Basso, Bruno Diatta, Kenan Karahodzic y Judicaël Romaric Belemene - Dzabatou.

- Datos: Q6086155